# Szkielet (broń)

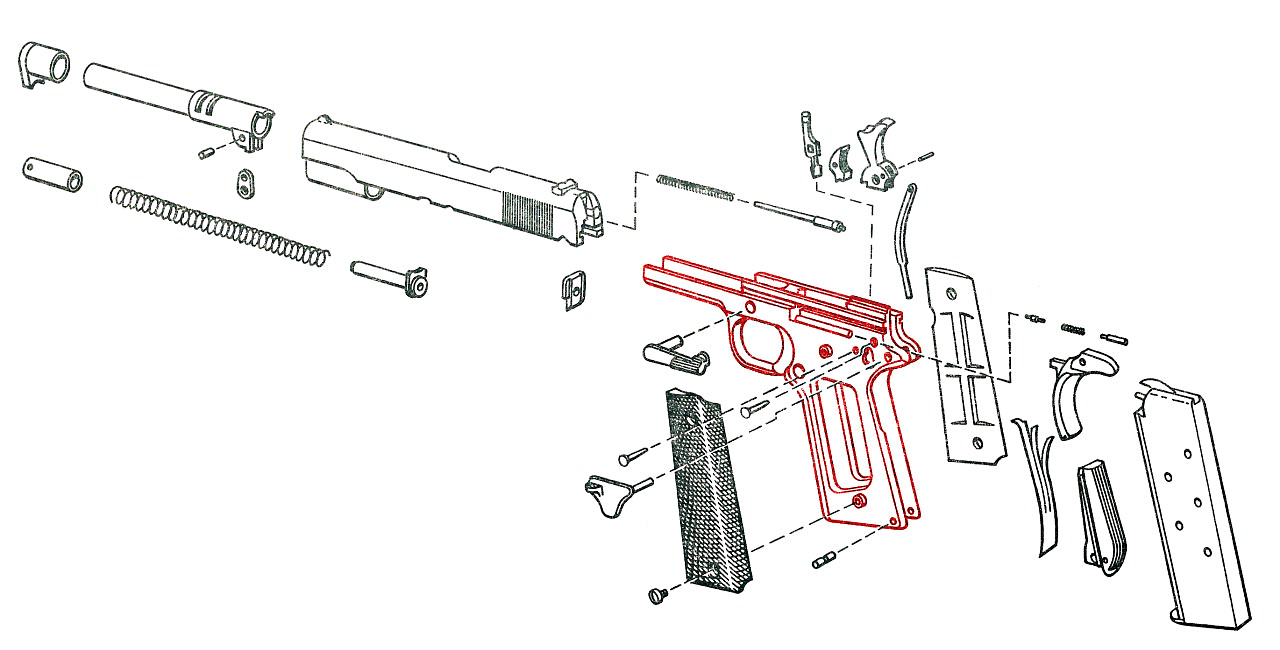
Budowa pistoletu Colt M1911 (szkielet zaznaczony na czerwono)

Szkielet – podstawowa część pistoletu lub rewolweru zintegrowana z chwytem służąca do połączenia pozostałych mechanizmów i zespołów broni (lufy, zamka, sprężyny powrotnej, mechanizmu spustowo-uderzeniowego, bębna, zatrzasku  magazynka itp.)
W niektórych nowoczesnych konstrukcjach pistoletów modułowych, większość funkcji szkieletu (jako łącznika) jest niekiedy przejmowana przez demontowalny moduł mechanizmu spustowego sprowadzając szkielet głównie do roli jego obudowy (nadal jednak mieszczącej i pozycjonującej wszystkie zespoły broni).

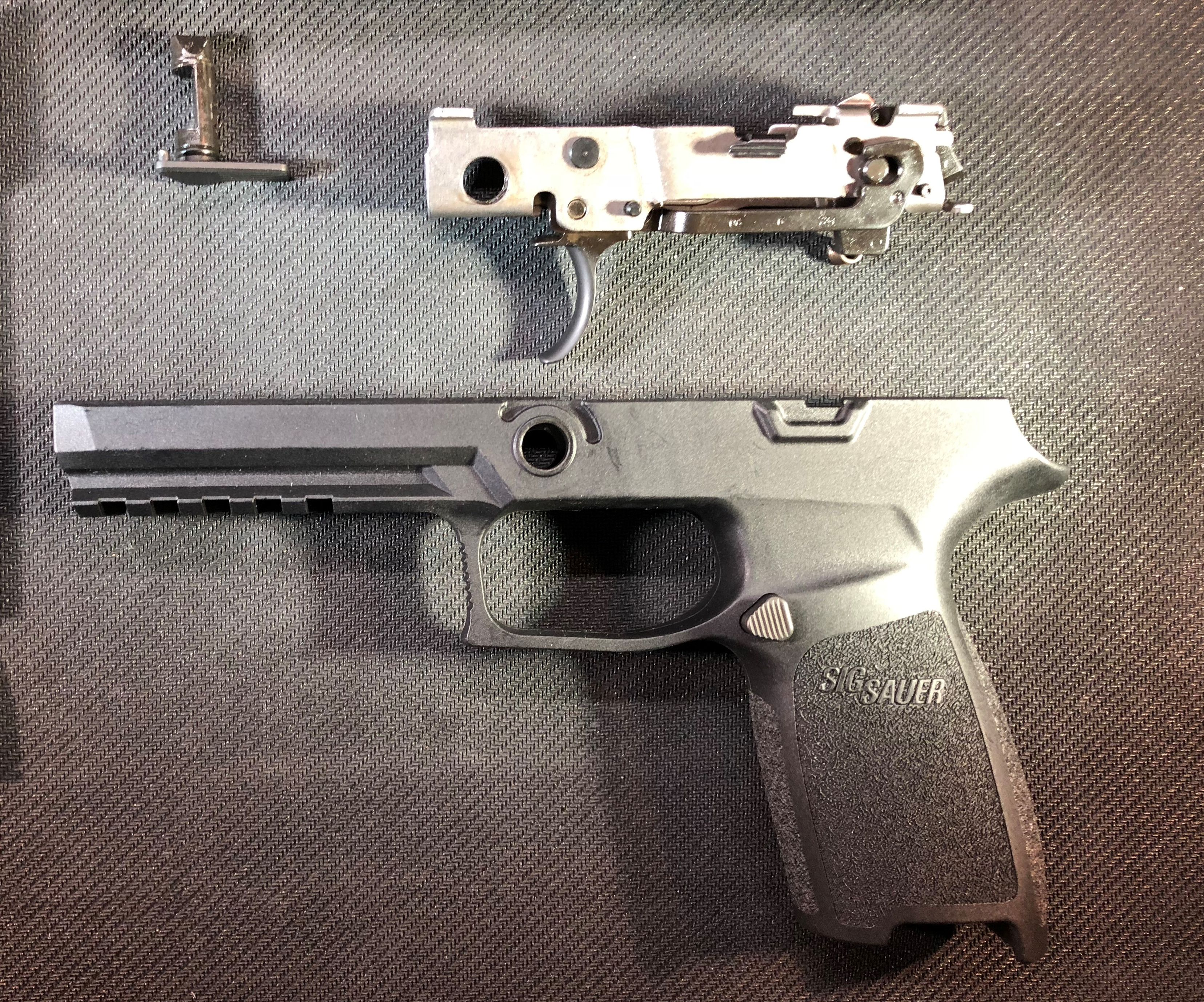
Pistolet SIG Sauer P320 o konstrukcji modułowej. Widoczny szkielet (na dole) oraz wymontowany z niego moduł mechanizmu spustowego – tzw. szkielet szczątkowy (na górze)

## Kwestie formalno-prawne w Polsce
W Polsce szkielet pistoletu (w przeciwieństwie do mechanizmu spustowego) wymieniany jest w Ustawie o broni i amunicji i Ustawie o wykonywaniu działalności gospodarczej w zakresie wytwarzania i obrotu materiałami wybuchowymi, bronią, amunicją oraz wyrobami i technologią o przeznaczeniu wojskowym lub policyjnym jako istotna część broni co wiąże się z prawnymi restrykcjami odnośnie do jego posiadania, oraz potrzebą posiadania koncesji w przypadku wprowadzania go do sprzedaży.  
W przypadku pistoletów o konstrukcji modułowej może jednak zachodzić sytuacja odwrotna. Spowodowane jest to przeniesieniem większości funkcji szkieletu (jako łącznika) na moduł mechanizmu spustowego, co pociągnęło za sobą równoczesne przeniesienie numeru seryjnego broni na ten element. Wobec tego stanu rzeczy mechanizm spustowy stał się istotną częścią broni i zaczął być traktowany przez ustawodawcę jako de iure „szkielet” (często określany w takim wypadku jako tzw. „szkielet szczątkowy”). Natomiast sam szkielet (w klasycznym rozumieniu tego pojęcia) stracił znaczenie jako istotna część broni i traktowany jest przez ustawodawcę jako rodzaj wymiennej „obudowy”, co zdejmuje z niego restrykcje odnośnie do posiadania i obrotu.